# Huyền Trân
Princezna Huyền Trân (玄珍公主, 1289–1340), pozdější královna Parameswari z Čampy, pocházela z dynastie Tran ve Vietnamu. Byla dcerou císaře Tran Nhan Tonga a mladší sestrou císaře Tran Anh Tonga. V roce 1306 provdal Tran Anh Tong princeznu Huyen Tran do Čampy za krále Jaya Sinhavarmana III. výměnou za tři provincie (Quảng Bình Province, Quảng Trị Province and Thừa Thiên–Huế Province).

## Život
Je známo pouze málo údajů o životě Huyen Tran. Narodila se v roce 1289, datum její smrti známo není. Roku 1293 císař Tran Nhan Tong odstoupil ve prospěch svého syna, Tran Anh Tonga, aby mohl vstoupit do kláštera v Pagodě v Mount Yen Tu. V roce 1301 císařův otec Tran Nhan Tong navštívil království Čampy a byl štědře přivítán králem Jaya Sinhavarmanem III. Tato návštěva trvala devět měsíců. Když císařův otec opustil Čampu a vracel se do Dai Viet (tehdejší název pro Vietnam), přislíbil svou dceru králi Jaya Sinhavarmanovi III., ten přijal, přestože byl už ženat s Tapasi z rodu Javanese. Barbarský král Čampy Jaya Sinhavarman poslal mnoho vyslanců k urychlení svatby, jak bylo dohodnuto. Císař však svatbu odmítl. Pouze generál Van Tuc Dao Thai a ministr Minister Trần Khắc Chung podporovali manželství. Roku 1306 nabídl král Jaya Sinhavarman III. tři provincie Quảng Bình Province, Quảng Trị Province and Thừa Thiên–Huế Province, s čímž císař Tran Anh Tong souhlasil a provdal svou sestru do Čampy. Princezna Huyen Tran odjela do Čampy. O rok později král Jaya Sinhavarman III. zemřel a korunovaný princ vyslal velvyslance do Dai Viet nabídnout bílé slony jako dar při oznámení královy smrti. Podle tradice musí být všechny manželky pohřbeny s mrtvým králem. Císař nařídil generálovi Tran Khac Chung, aby navštívil pohřeb jeho sestry v jeho zastoupení. Pravý důvod jeho cesty však bylo zachránit princeznu Huyen Tran a odvézt ji zpět do Dat Viet lodí. Cesta zpět trvala rok. Legendy vypráví, že se generál Tran Khac Chung zamiloval do princezny Huyen Tran. Údajně spolu zmizeli a strávili zbytek života. Pro tuto teorii však není žádný vědecký důkaz.